# Brihaspa pentamita
Brihaspa pentamita là một loài bướm đêm trong họ Crambidae.